# Robert W. Grow
Robert W. Grow (1895-1985) est un général américain qui servit pendant la Seconde Guerre mondiale. Il fut notamment commandant de la 6e division blindée américaine qui combattit sur le Front de l'Ouest, participant aux batailles de Normandie et des Ardennes Il est également connu pour être passé en cour martiale en 1951, pendant la guerre froide, pour divulgation d'informations confidentielles par imprudence. Lors d'un séjour à Berlin du général Grow, alors en poste en Moscou, les services est-allemands avaient réussi à photographier son agenda personnel.